# Mathieu Sohier
Mathieu Sohier est un compositeur français de la Renaissance, actif au milieu du XVIe siècle, maître de musique à la cathédrale Notre-Dame de Paris de 1537 à 1547, auteur de nombreuses œuvres religieuses (dont la messe Vidi speciosam condita) et profanes. 

## Discographie
- Ensemble vocal Odhecaton, O Gente Brunette : chantres-compositeurs de la Renaissance en Picardie, Ramée, 2009